# Veikko Lahti
Veikko Lahti (* 7. Juli 1926 in Janakkala; † 28. Juli 2014 in Kotka) war ein finnischer Ringer und Gewinner der Silbermedaille im Halbschwergewicht bei den Weltmeisterschaften 1955 in Karlsruhe im griechisch-römischen Stil.

## Werdegang
Veikko Lahti begann erst mit 16 Jahren beim Sportclub Hallan Visa mit dem Ringen. Er brauchte deshalb relativ lange, bis er die finnische Spitzenklasse erreicht hatte. Er betätigte sich in beiden Stilarten, dem griechisch-römischen Stil und dem freien Stil. 1952 qualifizierte er sich, ohne vorher bei finnischen Meisterschaften erfolgreich gewesen zu sein, im freien Stil für die Olympischen Spiele in Helsinki. In Helsinki startete er im Mittelgewicht, verlor aber seine beiden Kämpfe gegen Leon Genuth aus Argentinien und Gholam Reza Takhti aus dem Iran nach Punkten und schied schon nach der 2. Runde aus. In der Endabrechnung kam er auf den 12. Platz.
Im Jahre 1953 gewann Veikko Lahti bei der finnischen Meisterschaft im griechisch-römischen Stil im Halbschwergewicht mit einem dritten Platz seine erste Medaille und im Jahre 1954 wurde er im freien Stil im Halbschwergewicht erstmals finnischer Meister. Bis zum Jahre 1963 gewann Veikko Lahti in beiden Stilarten insgesamt sechs finnische Meistertitel.
Veikko Lahti, der zu dem Verein Kotkan Paini-Miehet gewechselt war, startete 1955 in Dortmund in einem Länderkampf Bundesrepublik Deutschland gegen Finnland und besiegte dabei den deutschen Meister Fritz Dirscherl nach Punkten.
1955 vertrat er Finnland als Nachfolger des Olympiasiegers Kelpo Gröndahl bei der Weltmeisterschaft in Karlsruhe im griech.-röm. Stil im Halbschwergewicht. Er war dort in hervorragender Form und erzielte fünf Siege, wobei er u. a. auch den DDR-Meister Herbert Albrecht aus Albrechts bei Zella-Mehlis und den Olympiasieger von 1948 Karl-Erik Nilsson aus Schweden schlug. Im Endkampf unterlag er dem in dieser Gewichtsklasse dominierenden Walentin Nikolajew aus der UdSSR, gewann aber die Silbermedaille. Diese Silbermedaille war sein größter Erfolg in seiner Ringerlaufbahn.
Im Jahre 1956 war Veikko Lahti auch bei den Olympischen Spielen in Melbourne am Start. Er war aber nicht mehr in der Form von 1955. Er startete dort in beiden Stilarten, gewann aber von fünf Kämpfen, die er bestritt, nur im griech.-röm. Stil über Dale Thomas aus den USA nach Punkten. Die anderen Kämpfe verlor er. Im freien Stil belegte er den 10. Platz und im griech.-röm. Stil wurde er Siebter.
Weitere Starts bei internationalen Meisterschaften gab es für Veikko Lahti nach 1956 nicht mehr.

## Internationale Erfolge
(OS = Olympische Spiele, WM = Weltmeisterschaft, GR = griech.-röm. Stil, F = freier Stil, Mi = Mittelgewicht, Hs = Halbschwergewicht, S 0 Schwergewicht, damals bis 79 kg und 87 kg, bzw. über 87 kg Körpergewicht)
- 1952, 12. Platz, OS in Helsinki, F, Mi, nach Niederlagen gegen Leon Genuth, Argentinien und Gholam Reza Takhti, Iran;

- 1955, 2. Platz, WM in Karlsruhe, GR, Hs, mit Siegen über Herbert Albrecht, DDR, Janos Solyom, Ungarn, Haydar Zafer, Türkei, Karl-Erik Nilsson, Schweden u. Johannes Janssens, Belgien u. einer Niederlage gegen Walentin Nikolajew, UdSSR;

- 1956, 10. Platz, OS in Melbourne, F, Hs, nach Niederlagen gegen Peter Blair, USA u. M. Ohira, Japan;

- 1956, 7. Platz, OS in Melbourne, GR, Hs, mit einem Sieg über Dale Thomas, USA u. Niederlagen gegen Walentin Nikolajew u. Karl-Erik Nilsson

## Finnische Meisterschaften
- 1953, 3. Platz, GR, Hs, hinter Kelpo Gröndahl u. Martti Knuutila,
- 1954, 1. Platz, F, Hs, vor Aarno Seppelä u. Jaako Hantula,
- 1955, 1. Platz, F, Hs, vor Risto Pohjonen u. Matti Hämäläinen,
- 1955, 2. Platz, GR, S, hinter Taisto Kangasniemi u. vor Jaako Virta,
- 1956, 1. Platz, GR, Hs, vor Anto Vuorela u. Antero Vanhanen,
- 1956, 1. Platz, F, Hs, vor Reino Latvala u. Martti Knuutila,
- 1957, 1. Platz, F, Hs, vor Erkki Vilman u. Arvi Hannula,
- 1958, 1. Platz, F, Mi, vor Viljo Punkari u. Matti Jussero,
- 1959, 2. Platz, F, Mi, hinter Viljo Punkari u. vor Leo Kuivumäki,
- 1959, 2. Platz, GR, Mi, hinter Viljo Punkari u. vor Pekka Suominen
- 1960, 3. Platz, F, S, hinter Viktori Ahven u Erkki Repo,
- 1963, 3. Platz, F, Hs, hinter Aimo Mäenpää u. Eelis Rannasto